# ノートルダム清心女子大学附属幼稚園
ノートルダム清心女子大学附属幼稚園（ノートルダムせいしんじょしだいがくふぞくようちえん）とは、岡山県岡山市北区にある私立（キリスト教系・カトリック）のノートルダム清心女子大学附属幼稚園である。設置者は学校法人ノートルダム清心学園。

## 沿革
- 1965年 - ノートルダム清心女子大学附属幼稚園開園
- 1972年 - 木造園舎解体のため、旧小学校木造校舎に移転
- 1973年 - 新園舎落成

## 系列校
- ノートルダム清心女子大学（岡山市北区）
  - ノートルダム清心女子大学附属小学校
- 清心中学校・清心女子高等学校（倉敷市）
- ノートルダム清心中学校・高等学校（広島市西区）
- 新潟清心女子中学校・高等学校（新潟市西区）

## 周辺
- 岡山県野球場
- 岡山済生会総合病院
- 岡山済生会看護専門学校

## 交通アクセス
- 岡山駅西口より北へ徒歩15分